# Frederic Curzon
Ernest Frederic Curzon (Londen, 4 september 1899 - Bournemouth, 6 december 1973) was een Engelse componist, vooral van licht-klassieke muziek.

## Biografie
Curzon ontwikkelde zich al vroeg als muzikaal talent. Hij kreeg privé-onderricht en speelde als jongen al piano, viool, cello en orgel. Zijn eerste composities waren voor kerkelijk gebruik bestemd. Een Magnificat en een Nunct Dimittis van zijn hand werden uitgevoerd toen hij nog maar twaalf was.
Hij groeide daarnaast echter in een andere muzikale richting en werd in 1916 pianist in een van de vele Londense bioscopen. Vier jaar later had hij een eigen bioscooporkest en componeerde hij muziek bij (stomme) films. Het kerkorgel bleef intussen ook trekken en meer dan twintig jaar zou Curzon als organist werkzaam blijven.
Hij leerde al vroeg de voordelen van het elektrische orgel kennen en behoorde tot de Engelse pioniers op dit instrument. In 1926 werd hij benoemd tot vaste organist van het Shepherd's Bush Pavilion, waar hij lichte muziek voor een groot publiek speelde.
Zijn compositietalent ontplooide hij verder. Van de relatief eenvoudige begeleidingen van zwijgende films, werden het doorwrochte partituren, vooral bij documentairefilms.
Dankzij onder meer Sir Dan Godfrey, de dirigent van het Bournemouth Municipal Orchestra, and Ralph Hawkes, uitgever van Boosey & Hawkes, kreeg Curzon de gelegenheid lichte klassieke muziek te schrijven, een genre dat met name in Groot-Brittannië tot bloei kwam.
Godfrey zette veel van Curzons muziek op het programma en gaf Curzon ook de gelegenheid om eigen werken bij het publiek in Bournemouth te dirigeren. Hawkes zorgde ervoor dat die werken ook in druk verschenen, zodat de componist er zijn levensonderhoud mede mee kon betalen. 
Na zijn huwelijk (1937) met Gladys Marian Fowler vestigde Curzon zich als vrij componist. Hij zegde zijn baan bij de Victoria Cinema op en leefde verder van zijn pen, van directies en van de bespelingen van het theaterorgel van de BBC.
Hij zette zich in voor de licht-klassieke muziek als voorzitter van the Light Music Society en als hoofd van de afdeling Light Music van Boosey & Hawkes.

### Werk
Hoewel Curzon ook serieuzer werk schreef, componeerde hij vooral in het lichte genre. Hij was daarin zeer productief, vooral onder eigen naam, maar ook onder de pseudoniemen Graham Collett, José Jordana, Ralph Rutherford en Richard Springfield. Tot zijn bekendste werken behoren de Malaga Suite, de suite Robin Hood, de Salon Suite en korte stukken als Simonetta, Someone a little like you, en Dance of an ostracized imp (jarenlang de herkenningsmelodie van de radioserie Paulus de boskabouter).
Voor de concertzaal ontstonden onder meer ouvertures en stukken voor piano en orkest.
In opdracht van de BBC leverde hij jarenlang maandelijks een muzikale pantomine en een burleske opera voor de radioserie ITMA.
Gelegenheidswerk schreef hij voor diverse festiviteiten, zoals In the Royal Tournament en het Festival of Britain. 
Ook schreef hij andere muziek voor radio en televisie.
- Biblioteca Nacional de España: XX838114
- Bibliothèque nationale de France: cb14010263c (data)
- Gemeinsame Normdatei: 134836278
- International Standard Name Identifier: 0000 0000 8110 6261
- Library of Congress Control Number: no90009262
- MusicBrainz: 09072030-8add-4850-9d95-9dfa889ec950
- Nationale Bibliotheek van Israël: 987007286810105171
- Nederlandse Thesaurus van Auteursnamen: 10408636X
- Istituto Centrale per il Catalogo Unico: DDSV074030
- Trove: 1216087
- Virtual International Authority File: 31554883
- WorldCat: E39PBJp9ykQFtqTTXWkVJxXPQq